# Beatrice Frey
Beatrice Frey (née le 24 juillet 1951 à Thoune) est une actrice austro-suisse.

## Biographie
Beatrice Frey est la fille de l'actrice autrichienne Valerie Rückert et d'un diplomate suisse. Elle grandit à Thoune, à Cologne et à Washington, D.C. Après la réinstallation de la famille à Vienne en 1968, elle devient championne autrichienne de saut d'obstacles. De 1972 à 1975, elle étudie la comédie au Mozarteum de Salzbourg.
À partir de 1976, elle collabore notamment avec le metteur en scène Hans Gratzer dans l'atelier du Neues Theater am Kärntnertor dans la première mondiale d’Elisabeth eins de Paul Foster. En 1978, elle participe avec Gratzer à la fondation du Schauspielhaus Wien, où elle est impliquée jusqu'en 1984, puis de 2002 à 2004 et. En 1983, elle est présente lors de la première en Autriche de The Rocky Horror Show dans la mise en scène de Michael Schottenberg dans le rôle de Janet Weiss. Elle joue également Viola dans La Nuit des rois et Ophélie dans Hamlet, le rôle de Pauline dans Der Schützling de Johann Nestroy, Oi dans Mercedes de Thomas Brasch, le rôle-titre dans Lilith de Colin Spencer et Arlequin valet de deux maîtres. De 1985 à 1987, elle joue au Schauspielhaus Programm 1, 2, 3 avec ses propres paroles et la musique de Peter Kaizar.
En 1987, elle fonde avec Karl Welunschek, Andrea Braunsteiner et Michael Zerz la troupe Wiener Ensemble. Elle incarne Flora dans Der Talisman de Nestroy et Ihr werdt’s euch noch an Wien erinnern de Helmut Qualtinger.
En 1986, elle travaille au Volkstheater de Vienne. Pendant la saison 2006-2007, elle joue Frau Amtsgerichtsrat dans Glaube Liebe Hoffnung d'Ödön von Horváth.
Elle est invitée par le Schauspiel Frankfurt et le Raimundtheater de Vienne. De 1996 à 1998, elle est engagée au Schlosspark Theater de Berlin, où elle met en scène Dialogues d'exilés de Bertolt Brecht en 1998. De 2009 à 2019, elle fait partie du Schauspiel Hannover.
Elle joue des rôles de figuration dans des séries télévisées de l'ORF.
Beatrice Frey fait un premier mariage avec Mario Terzic puis un deuxième avec le chef décorateur Michael Zerz.

## Filmographie
Cinéma
- 1980 : Exit… nur keine Panik
- 1983 : Karambolage
- 1986 : Das Diarium des Dr. Döblinger
- 1993 : Muttertag
- 1994 : Höhenangst
- 1995 : Freispiel
- 1995 : Auf Teufel komm raus
- 1997 : Der Unfisch
- 1997 : Qualtingers Wien
- 1998 : Frauen lügen nicht
- 1998 : Fever
- 1999 : Wanted
- 2001 : Edelweiss

Téléfilms
- 1979 : Der Diener zweier Herren
- 1990 : Sidonie
- 1997 : Die Nacht der Nächte
- 1997 : Fröhlich geschieden
- 1999 : Stella di mare – Hilfe, wir erben ein Schiff!
- 1999 : Jahrhundertrevue
- 2000 : Zwei Frauen, ein Mann und ein Baby
- 2001 : Zwölfeläuten
- 2004 : 7 mois pour devenir papa
- 2005 : Un Noël de chien (de)
- 2008 : La Mère Noël (de)
- 2009 : Sissi : Naissance d'une Impératrice

Sériés télévisées
- 1979-1980 : Kottan ermittelt (deux épisodes)
- 1984 : Lebenslinien: Augustine – Das Herz in der Hand
- 1986 : Tatort: Alleingang (de)
- 1988 : L'Heure Simenon : Les Volets verts
- 1989 : Die Arbeitersaga: Die Verlockung – Juni 1961
- 1990–1998 : Tohuwabohu
- 1999 : Rex, chien flic : Le Perdant
- 2000 : Kaisermühlen Blues: Die Quereinsteigerin
- 2001 : Julia – Eine ungewöhnliche Frau (de) (six épisodes)
- 2002 : MA 2412 (deux épisodes)
- 2001–2002 : Dolce Vita & Co (sept épisodes)
- 2004 : Rex, chien flic : La coupe est pleine
- 2000–2004 : Trautmann
- 2007 : Tatort: Familiensache (de)